# Средний Бугалыш
Сре́дний Бугалы́ш — село в Красноуфимском округе Свердловской области.

## География
Средний Бугалыш расположен на обоих берегах реки Бугалыш, в 39 километрах на юго-юго-восток от административного центра округа и района — города Красноуфимска.
В северо-западной части села в реку Бугалыш впадает правый приток — река Титнигул. Западнее устья Титнигула, чуть ниже по течению реки Бугалыш, расположена соседняя деревня Новый Бугалыш. Чуть северо-восточнее Среднего Бугалыша и выше по течению реки Бугалыш расположена деревня Верхний Бугалыш.

### Часовой пояс
Средний Бугалыш, как и вся Свердловская область, находится в часовой зоне МСК+2. Смещение применяемого времени относительно UTC составляет +5:00.

## Население
| 2002 | 2010 | 2021 |
| ---- | ---- | ---- |
| 1065 | ↘865 | ↘752 |

## Улицы
Средний Бугалыш включает 17 улиц и 4 переулка.